# Ліроподібний вуж
Ліроподібний вуж (Trimorphodon) — рід неотруйних змій родини Вужеві. Має 7 видів.

## Опис
Загальна довжина представників цього роду коливається від 60 см до 1,5 м. Голова широка, сплощена. Шия вузька. Очі великі з вертикальними зіницями. На голові присутній V-подібний малюнок, що нагадує за формою ліру. Забарвлення коричневе або сіре з різними відтінками з темними смугами із світлою облямовкою.

## Спосіб життя
Полюбляють сухі скелясті або кам'янисті місцини. Активні вночі. Харчуються ящірками, дрібними гризунами, кажанами.
Це яйцекладні змії. Самиці відкладають до 22 яєць.

## Розповсюдження
Мешкають у США, Мексиці, країнах Центральної Америки (окрім Панами).

## Види
- Trimorphodon biscutatus
- Trimorphodon lambda
- Trimorphodon lyrophanes
- Trimorphodon paucimaculatus
- Trimorphodon quadruplex
- Trimorphodon tau
- Trimorphodon vilkinsonii